# Webster (Massachusetts)
Webster és una població dels Estats Units a l'estat de Massachusetts. Segons el cens del 2000 tenia 16.415 habitants.

## Demografia
Segons el cens del 2000, Webster tenia 16.415 habitants, 6.905 habitatges, i 4.274 famílies. La densitat de població era de 507,4 habitants/km².
Dels 6.905 habitatges en un 28,2% hi vivien nens de menys de 18 anys, en un 45,4% hi vivien parelles casades, en un 11,8% dones solteres, i en un 38,1% no eren unitats familiars. En el 31,7% dels habitatges hi vivien persones soles el 13,5% de les quals corresponia a persones de 65 anys o més que vivien soles. El nombre mitjà de persones vivint en cada habitatge era de 2,34 i el nombre mitjà de persones que vivien en cada família era de 2,94.
Per edats la població es repartia de la següent manera: un 23,2% tenia menys de 18 anys, un 7,4% entre 18 i 24, un 30,6% entre 25 i 44, un 22,2% de 45 a 60 i un 16,7% 65 anys o més.
L'edat mediana era de 38 anys. Per cada 100 dones de 18 o més anys hi havia 88,9 homes.
La renda mediana per habitatge era de 38.169 $ i la renda mediana per família de 48.898$. Els homes tenien una renda mediana de 37.863 $ mentre que les dones 26.912$. La renda per capita de la població era de 20.410$. Entorn del 8,1% de les famílies i l'11% de la població estaven per davall del llindar de pobresa.